# フィリップ・ドスト＝ブラジ

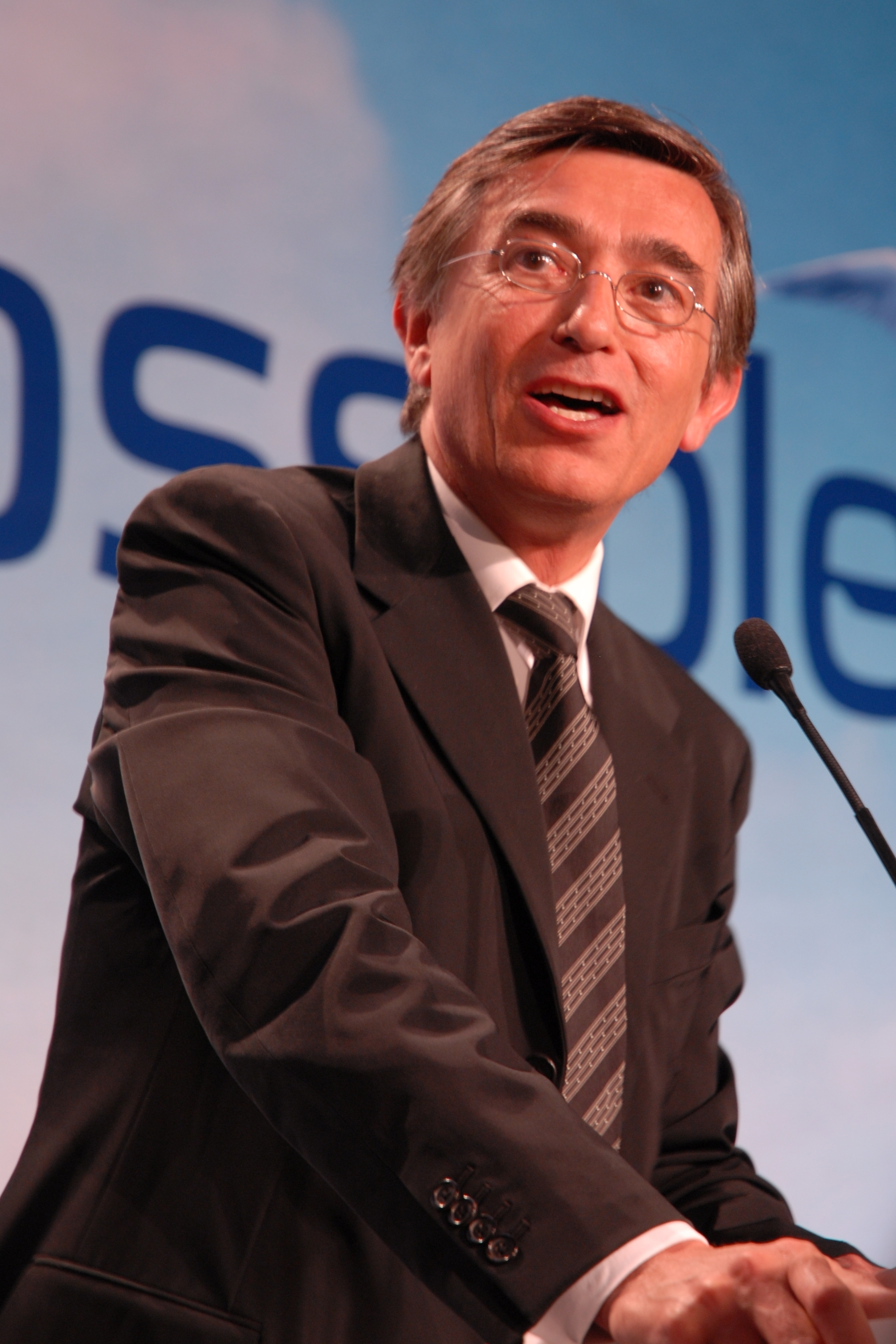
フィリップ・ドスト＝ブラジ（2007年4月12日）

フィリップ・ドスト＝ブラジ（ドストブラジ、Philippe Douste-Blazy、1953年1月1日 - ）は、フランスの政治家。ドビルパン内閣で外相を務めた。

## 人物
オート＝ピレネー県ルルド出身。トゥールーズで医学を学び、1976年から循環器学者、心臓外科医となる。医師としてトゥールーズ大学教授、フランス循環器学会会員の傍ら、政治運動にも参加し、政治的にはキリスト教民主主義の信奉者である。フランス民主連合を経て、国民運動連合に参加した。ルルド市長、トゥールーズ市長。1989年欧州議会議員に当選。欧州議会では、欧州人民党に所属する。また、同じ年にフランスコレステロール構造図調査学会の理事にも選出されている。
1993年厚生大臣付担当大臣に就任。1994年オート＝ピレネー県議会議長に選出される。同年12月民主社会中心書記長に就任する。
1995年ジャック・シラクが大統領に当選すると、厚相付担当相兼政府報道官に任命される。同年6月文化大臣として入閣する。
1997年6月総選挙の結果、社会党内閣が成立し、ドスト＝ブラジも内閣を去るが、オート・ピレネー県選出の国民議会議員として、また、フランス民主連合下院議員団長として活躍するが、ルルドで運動中、暴漢に襲われ重傷を負っている。